# Остапівка (Первомайський район)
Оста́півка — село в Україні, у Благодатненській сільській громаді Первомайського району Миколаївської області. Населення становить 101 особу.

## Населення

### Мова
Розподіл населення за рідною мовою за даними перепису 2001 року:
| Мова       | Кількість | Відсоток |
| ---------- | --------- | -------- |
| українська | 90        | 89.11%   |
| російська  | 10        | 9.90%    |
| румунська  | 1         | 0.99%    |
| Усього     | 101       | 100%     |